# فرودگاه داتنگ بییازاو
فرودگاه داتنگ بییازاو (به انگلیسی: Datong Beijiazao Airport) یک فرودگاه همگانی مسافربری با کد یاتا DAT است که یک باند فرود بتن دارد و طول باند آن ۲۴۰۰ متر است. این فرودگاه در شهر داتونگ کشور چین قرار دارد و در ارتفاع ۱۰۵۴ متری از سطح دریا واقع شده‌است.

## شرکت‌های هواپیمایی و مقصدهای پروازی
| شرکت‌های هواپیمایی      | مقصدهای پروازی                                                            |
| ---------------------- | ------------------------------------------------------------------------- |
| ایر چاینا              | پکن                                                                       |
| هواپیمایی شرقی چین     | بایون گوآنگجو، نانجینگ لوکو، شانگهای پودنگ، ووسو تائی‌یوان، یانتای چائوشوی |
| هواپیمایی جنوبی چین    | Changzhi، بایون گوآنگجو                                                   |
| چاینا یونایتد ایرلاینز | پکن نانیوان                                                               |
| هاینان ایرلاینز        | هاربین تایپینگ، زیامن گائوچی                                              |
| Lucky Air              | کونمینگ چانگشوی، ووسو تائی‌یوان                                            |
| تیانجین ایرلاینز       | شنینگ تخین، شی‌آن شیان‌یانگ                                                 |